# Snæbjörnsson
Snæbjörnsson ist ein isländischer Name.

## Bedeutung
Der Name ist ein Patronym und bedeutet Sohn des Snæbjörn. Die weibliche Entsprechung ist Snæbjörnsdóttir (Tochter des Snæbjörn).

## Namensträger
- Jón Jósep Snæbjörnsson (* 1977), isländischer Popsänger
- Jónas Þór Snæbjörnsson (* 1961), isländischer Bauingenieur